# 28 martie
ianuarie • februarie • martie  • aprilie  • mai  • iunie  • iulie  • august  • septembrie  • octombrie  • noiembrie  • decembrie
28 martie este a 87-a zi a calendarului gregorian și ziua a 88-a în anii bisecți. Mai sunt 278 de zile până la sfârșitul anului.

## Evenimente

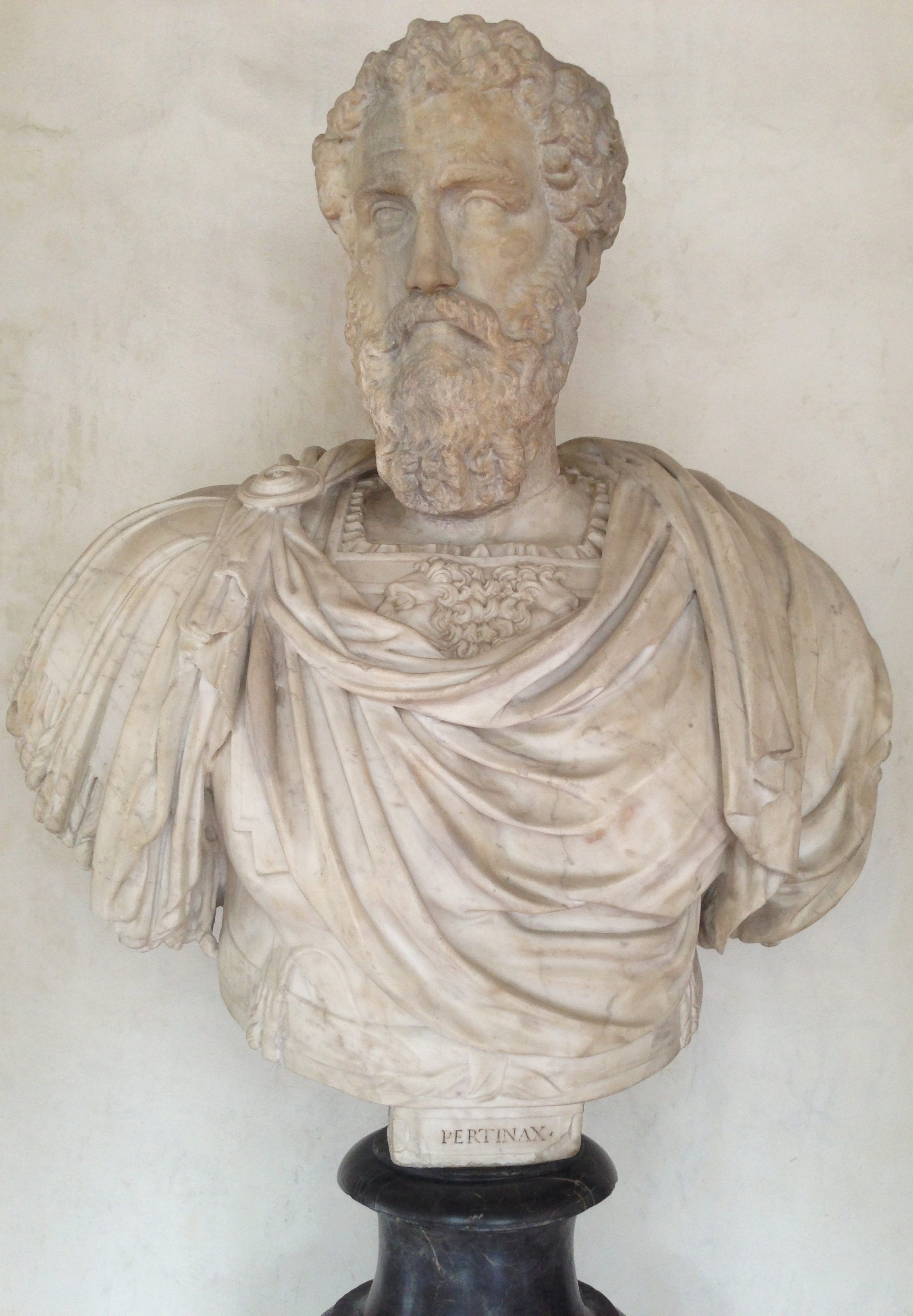
193: Împăratul roman Pertinax este asasinat de Garda Pretoriană.

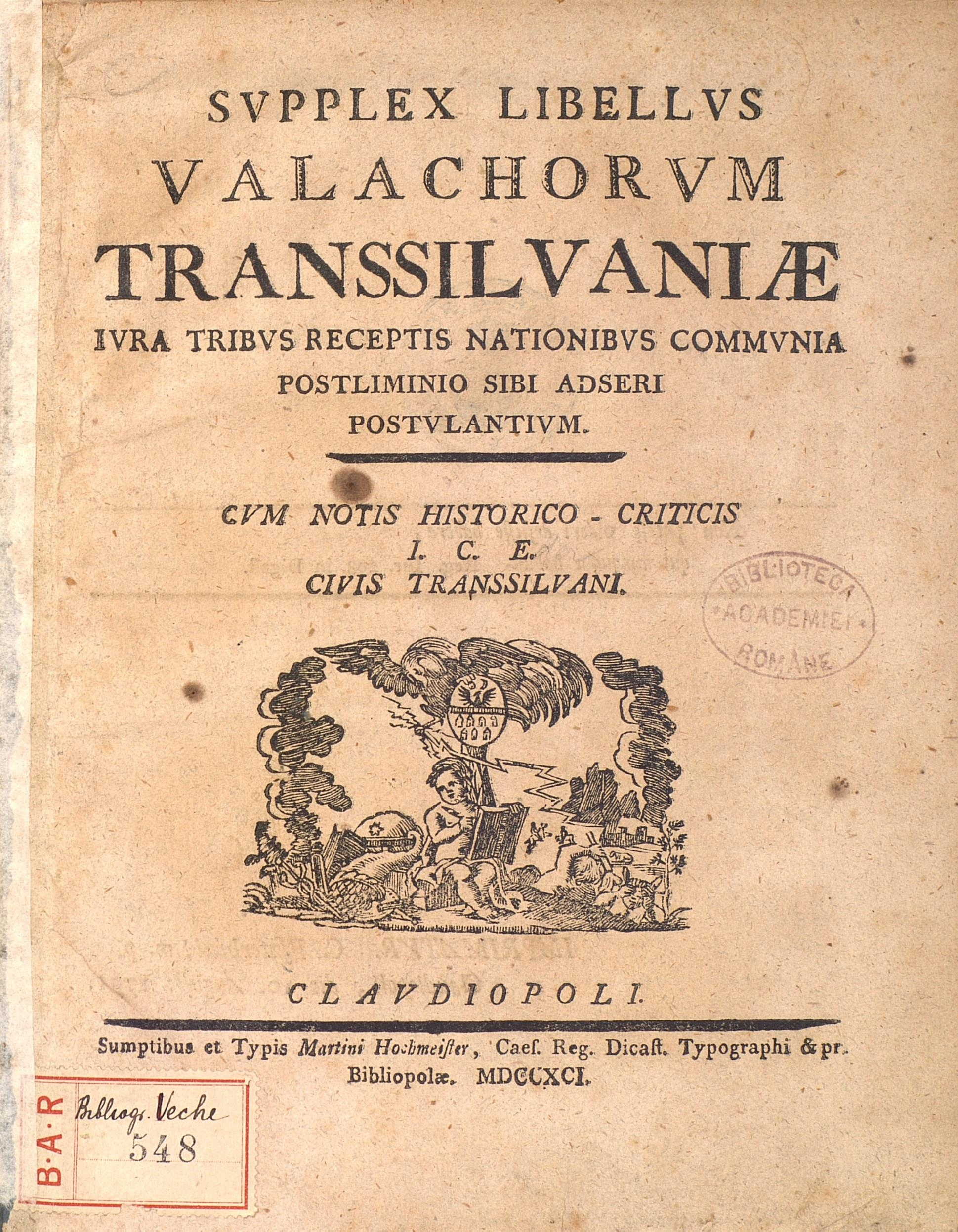
1791: Supplex Libellus Valachorum – cel dintâi program politic al românilor din Transilvania – este trimis Curții din Viena.

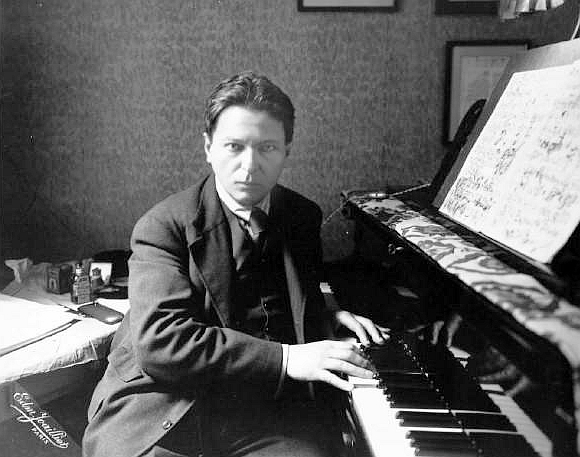
1915: La Ateneu a avut loc prima audiție a Simfoniei a II-a de George Enescu, dirijată de compozitor.

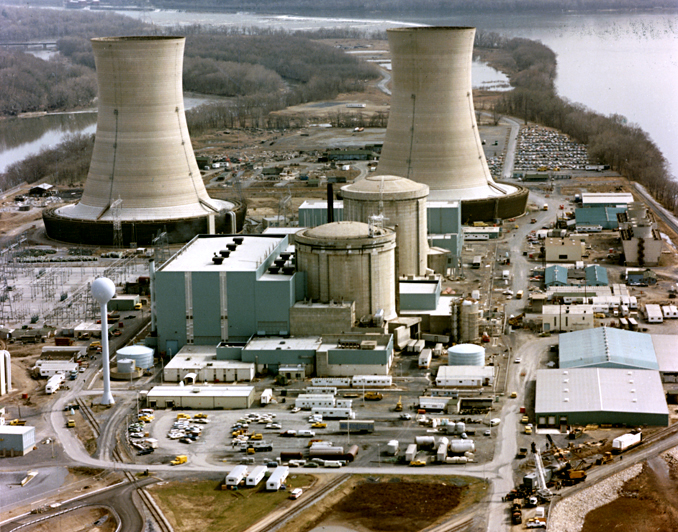
1979: Accidentul de la Three Mile Island: O scurgere de lichid de răcire la reactorul nuclear 2 de la centrala nucleară Three Mile Island, Pennsylvania duce la supraîncălzirea miezului și o topire parțială a reactorului.

- 0193: Împăratul roman Pertinax este asasinat de Garda Pretoriană care apoi vinde tronul lui Didius Iulianus.[1] Acesta moare și el prin violență după câteva săptămâni.
- 0364: Împăratul Roman Valentinian I îl numește pe fratele său Flavius Valens co-împărat.[2]
- 1776: A fost fondat „Balșoi Teatr" (Moscova).
- 1791: Supplex Libellus Valachorum – cel dintâi program politic al românilor din Transilvania – este trimis Curții din Viena.
- 1801: Este semnat Tratatul de la Florența, care pune capăt războiului dintre Republica Franceză și Regatul Napoli.[3]
- 1842: Primul concert al Orchestrei Filarmonice din Viena a fost dirijat de Otto Nicolai.[4]
- 1848: Revoluția Română din 1848: este emisă Petițiunea Proclamațiune la Iași, redactată de Vasile Alecsandri.
- 1854: Războiul Crimeei: Marea Britanie și Franța declară război Rusiei.[5]
- 1882: În Franța, școala devine obligatorie.
- 1910: Pionierul francez al aviației Henri Fabre devine prima persoană care zboară cu un hidroavion, după decolarea de pe o pistă de apă lângă Martigues, Franța.[6]
- 1915: La Ateneu a avut loc prima audiție a Simfoniei a II-a de George Enescu, dirijată de compozitor.
- 1923: Este promulgată prin decret regal Constituția României Mari, votată de Parlamentul României la 26 martie 1923, una dintre cele mai avansate și democratice constituții din Europa acelui timp.
- 1926: Premiera filmului Iadeș, prima producție a regizorului Horia Igiroșeanu. Societatea sa, "Clipa-Film", inițiase și prima formă a cinecluburilor românești, asociația "Amicii Filmului".
- 1930: Orașele turcești Constantinopol și Angora și-au schimbat denumirea în Istanbul și, respectiv, Ankara.
- 1939: S-a încheiat războiul civil din Spania.
- 1947: A fost creată Comisia Economică și Socială a ONU pentru Asia și Pacific.
- 1947: A fost creată Comisia Economică ONU pentru Europa.
- 1948: În Republica Populară Română au loc primele alegeri parlamentare de după instaurarea puterii comuniste. Alegerile au fost câștigate de către Frontul Național Democrat cu 93,22% din voturile exprimate.
- 1974: Marea Adunare Națională instituie funcția de președinte al Republicii Socialiste România, în care este ales Nicolae Ceaușescu.
- 1979: Accidentul de la Three Mile Island: O scurgere de lichid de răcire la reactorul nuclear 2 de la centrala nucleară Three Mile Island, Pennsylvania duce la supraîncălzirea miezului și o topire parțială a reactorului.[7] Incidentul a fost cotat cu cinci puncte (din totalul de șapte) pe Scara Internațională a Evenimentelor Nucleare, fiind clasificat drept „accident cu consecințe majore”.[8][9]
- 1983: Consiliul de Stat a adoptat Decretul privind declararea animalelor, înstrăinarea și tăierea bovinelor și cabalinelor, prin care se interzice crescătorilor de animale sacrificarea acestora pentru consumul propriu.
- 1983: Consiliul de Stat a adoptat Decretul privind regimul aparatelor de multiplicat, materialelor necesare reproducerii scrierilor și al mașinilor de scris, prin care se introduce controlul polițienesc asupra folosirii acestor aparate.
- 1995: A fost înființat Teatrul "George Ciprian" din Buzău.
- 1995: Vizita oficială a președintelui României, Ion Iliescu, în Italia și la Vatican.
- 1999: Partidul "Alternativa României", condus de Varujan Vosganian, devine "Uniunea Forțelor de Dreapta".
- 2005: Un puternic seism, produs în largul insulei indoneziene Sumatra și având o magnitudine de 8,7 grade pe scara Richter, a provocat moartea a zeci de persoane și importante pagube materiale în insula Nias, de la sud de Sumatra.

## Nașteri
- 1569: Ranuccio I Farnese, Duce de Parma (d. 1622)
- 1592: Jan Amos Komensky (Comenius, Johannes), pedagog ceh și reformator al învățământului (d. 1670)
- 1675: Friedrich Wilhelm, Duce de Mecklenburg-Schwerin (d. 1713)
- 1750: Francisco de Miranda, naționalist venezuelean (d. 1816)
- 1773: Henri Gratien, Conte Bertrand, general francez (d. 1844)
- 1785: Ferdinand de Saxa-Coburg și Gotha (d. 1851)

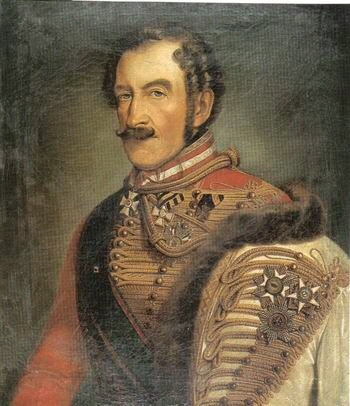
Ferdinand de Saxa-Coburg și Gotha
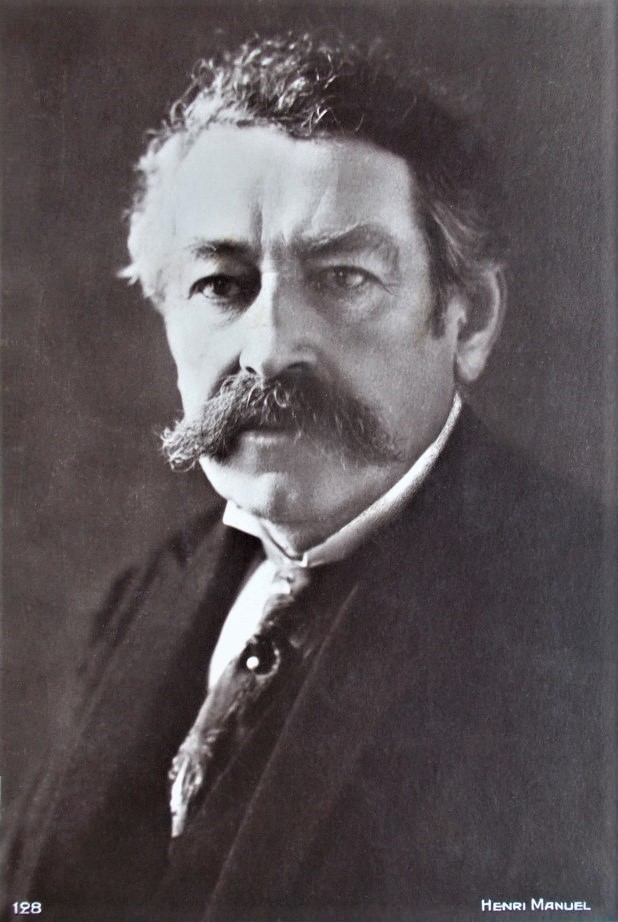
Aristide Briand, primi-ministru al Franței, laureat Nobel
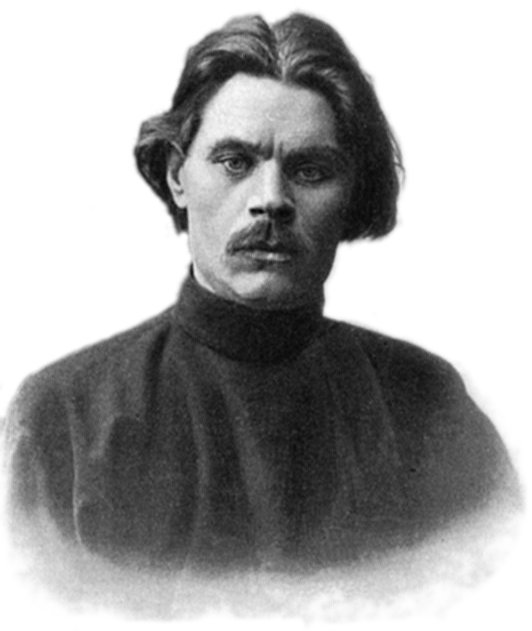
Maxim Gorki, scriitor rus

- 1817: Francesco de Sanctis, istoric și critic literar italian (d. 1883)
- 1836: Emmanuel Benner, pictor francez (d. 1896)
- 1841: Prințul Alfonso, Conte de Caserta (d. 1934)
- 1844: Prințul Philipp de Saxa-Coburg și Gotha  (d. 1921)
- 1846: Heinrich al XXII-lea, Prinț Reuss de Greiz (d. 1902)
- 1861: Nasreddine Dinet, pictor francez (d. 1929)
- 1862: Aristide Briand, primi-ministru al Franței, laureat al Premiului Nobel (1926), (d. 1932)
- 1868: Cuno Amiet, artist elvețian (d. 1961)
- 1868: Maxim Gorki, scriitor rus (d. 1936)
- 1885: Edith Collier, pictoriță neozeelandeză (d. 1964)
- 1888: Alexandru Kirițescu, dramaturg român (d. 1961)
- 1892: Corneille Heymans, medic belgian, laureat Nobel (d. 1968)
- 1895: Ștefan Bârsănescu, pedagog și eseist român, membru corespondent al Academiei Române (d. 1984)
- 1896: Nadejda Mountbatten, Marchiză de Milford Haven (d. 1963)
- 1901: Prințesa Märtha a Suediei (d. 1954)
- 1908: Mihai C. Băcescu, zoolog și oceanolog român, membru al Academiei Române
- 1910: Ingrid a Suediei soția regelui Frederick al IX-lea al Danemarcei (d. 2000)
- 1911: John Langshaw Austin, filosof britanic (d. 1960)
- 1914: Ovidiu Constantinescu, prozator român (d. 1993)
- 1915: Septimiu Bucur, scriitor român (d. 1964)
- 1921: Dirk Bogarde, actor britanic (d. 1999)
- 1927: Marianne Fredriksson, autoare suedeză (d. 2007)
- 1928: Zbigniew Brzezinski, politolog american

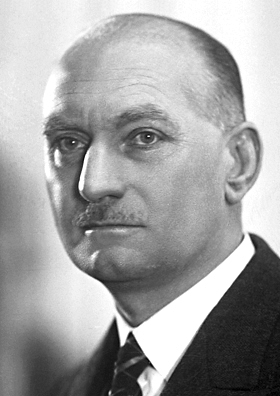
Corneille Heymans, medic belgian, laureat Nobel
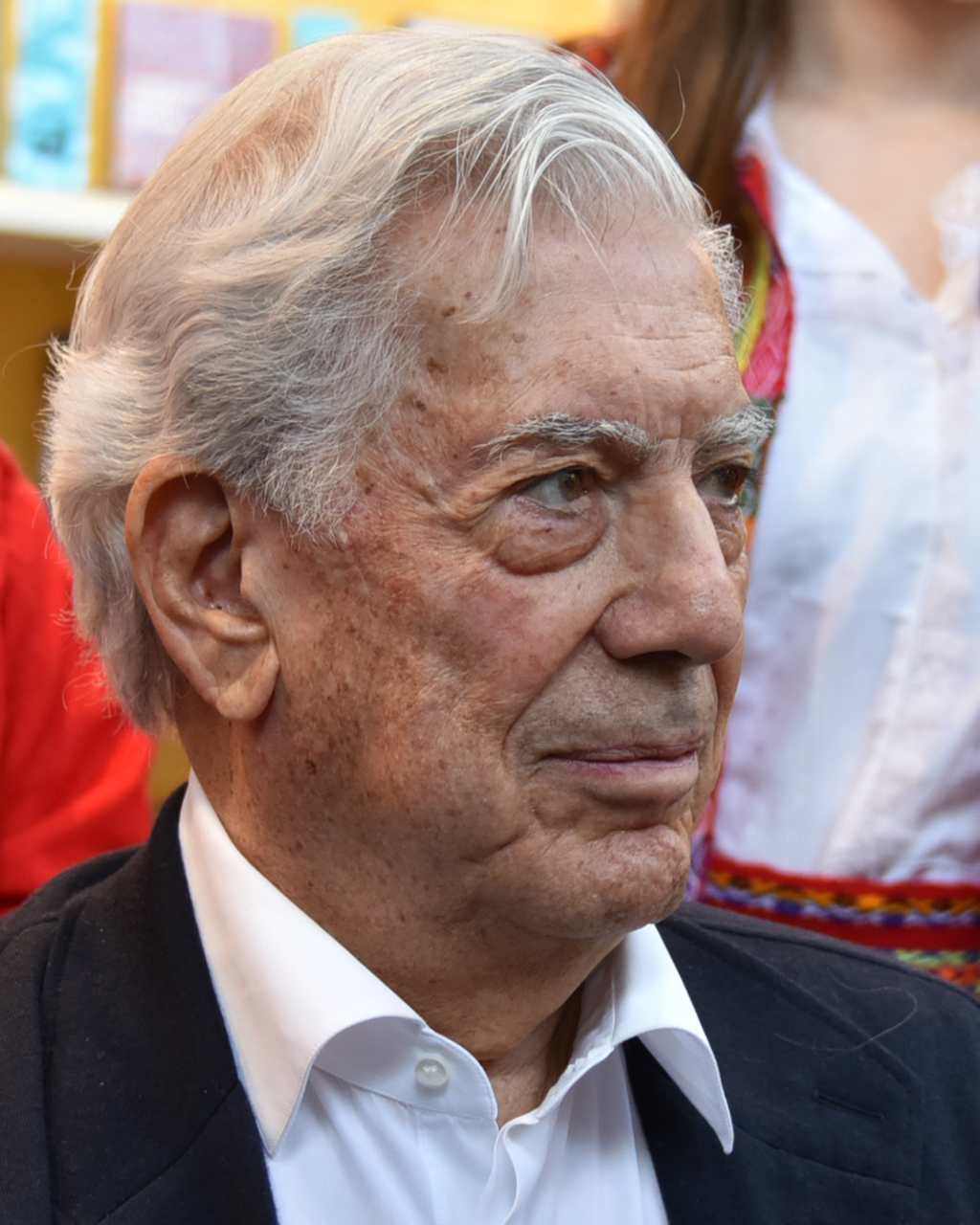
Mario Vargas Llosa, scriitor peruan, laureat Nobel
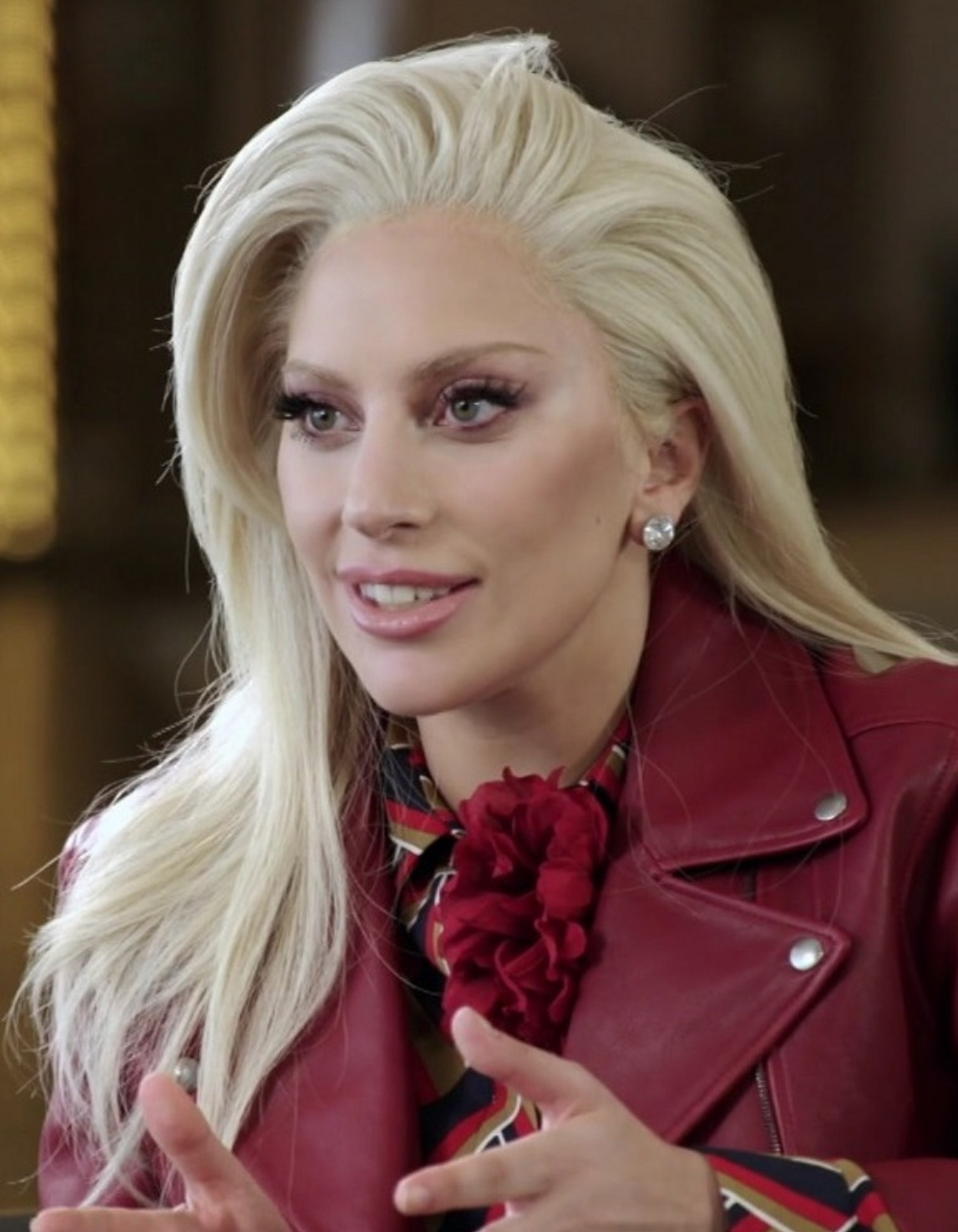
Lady Gaga, cântăreață americană

- 1928: Alexander Grothendieck, matematician german
- 1930: Jerome Isaac Friedman, fizician american
- 1932: Alexandru Întorsureanu, director de imagine, profesor și inovator al tehnicilor de filmare român (d. 2004)
- 1936: Mario Vargas Llosa, scriitor peruan, laureat Nobel (d. 2025)
- 1939: Florin Bănescu, prozator român
- 1943: Conchata Ferrell, actriță americană (d. 2020)
- 1948: John Evan, muzician britanic (Jethro Tull)
- 1954: Adrian Severin, politician român
- 1954: Liviu Cangeopol, comentator politic și eseist român, stabilit din 1989 în SUA
- 1960: José Maria Neves, politician din Capul Verde, președintele Republicii Capului Verde (2021-prezent)
- 1963: Dan Silviu Boerescu, scriitor, critic literar, editor român
- 1966: Dumitru Becșenescu, politician român
- 1970: Laura Badea, scrimeră română, campioană olimpică la Atlanta 1996
- 1977: Radu Jude, regizor, scenarist și producător de film român
- 1979: Mihai Petre, dansator și personalitate TV din România
- 1986: Lady Gaga (n. Stefani Joanne Angelina Germanotta), cântăreață, textieră și actriță americană

## Decese
- 0193: Pertinax, împărat roman (n. 126)
- 1241: Valdemar al II-lea al Danemarcei (n. 1170)
- 1285: Papa Martin al IV-lea (n. cca. 1210)
- 1482: Lucrezia Tornabuoni, nobilă italiană, mama lui Lorenzo de' Medici (n. 1425)
- 1655: Maria Eleonora de Brandenburg, soția regelui Gustavus Adolphus al Suediei (n. 1599)
- 1767: Martin Felmer, învățat german (n. 1720)

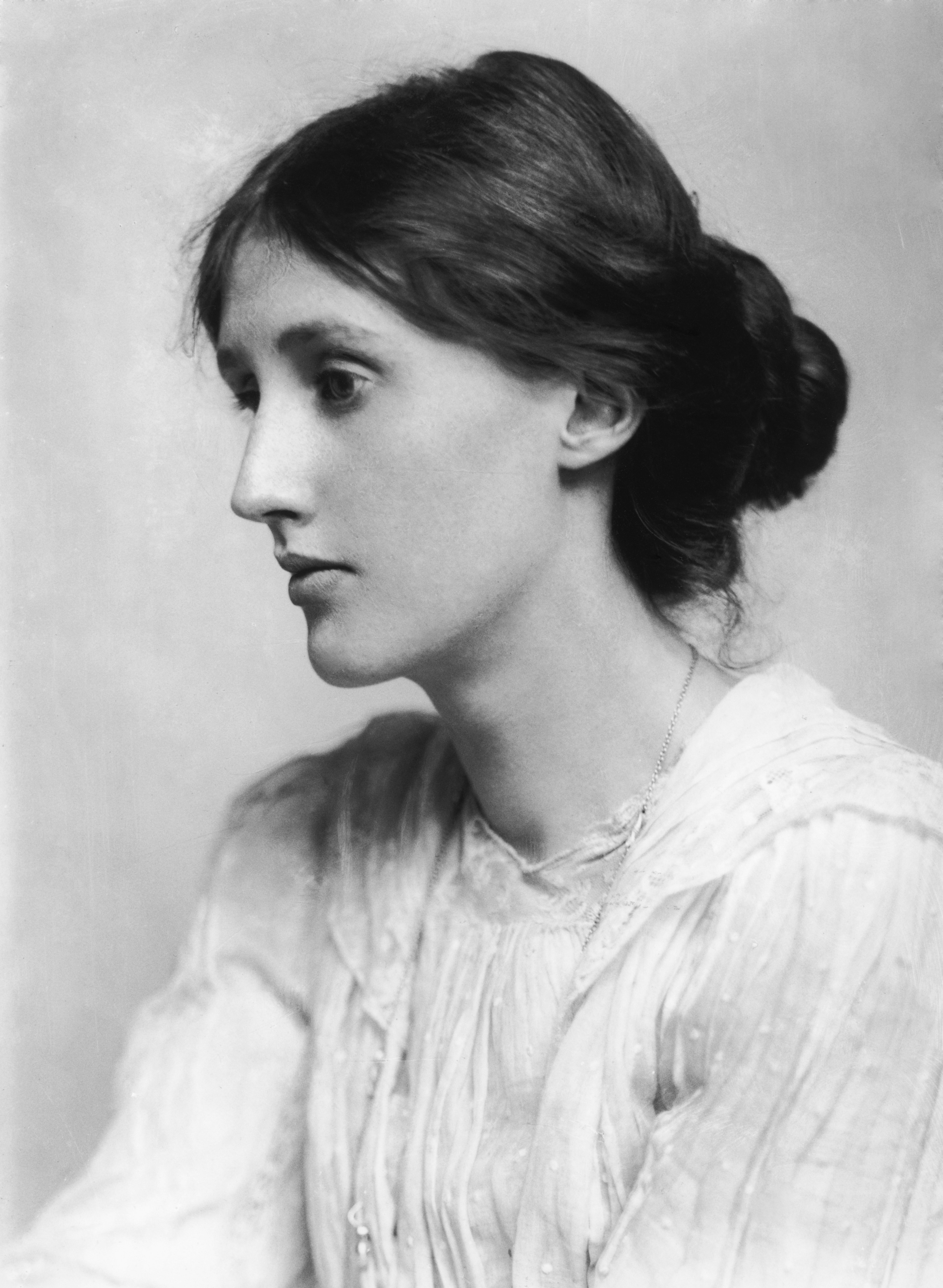
Virginia Woolf, scriitoare britanică
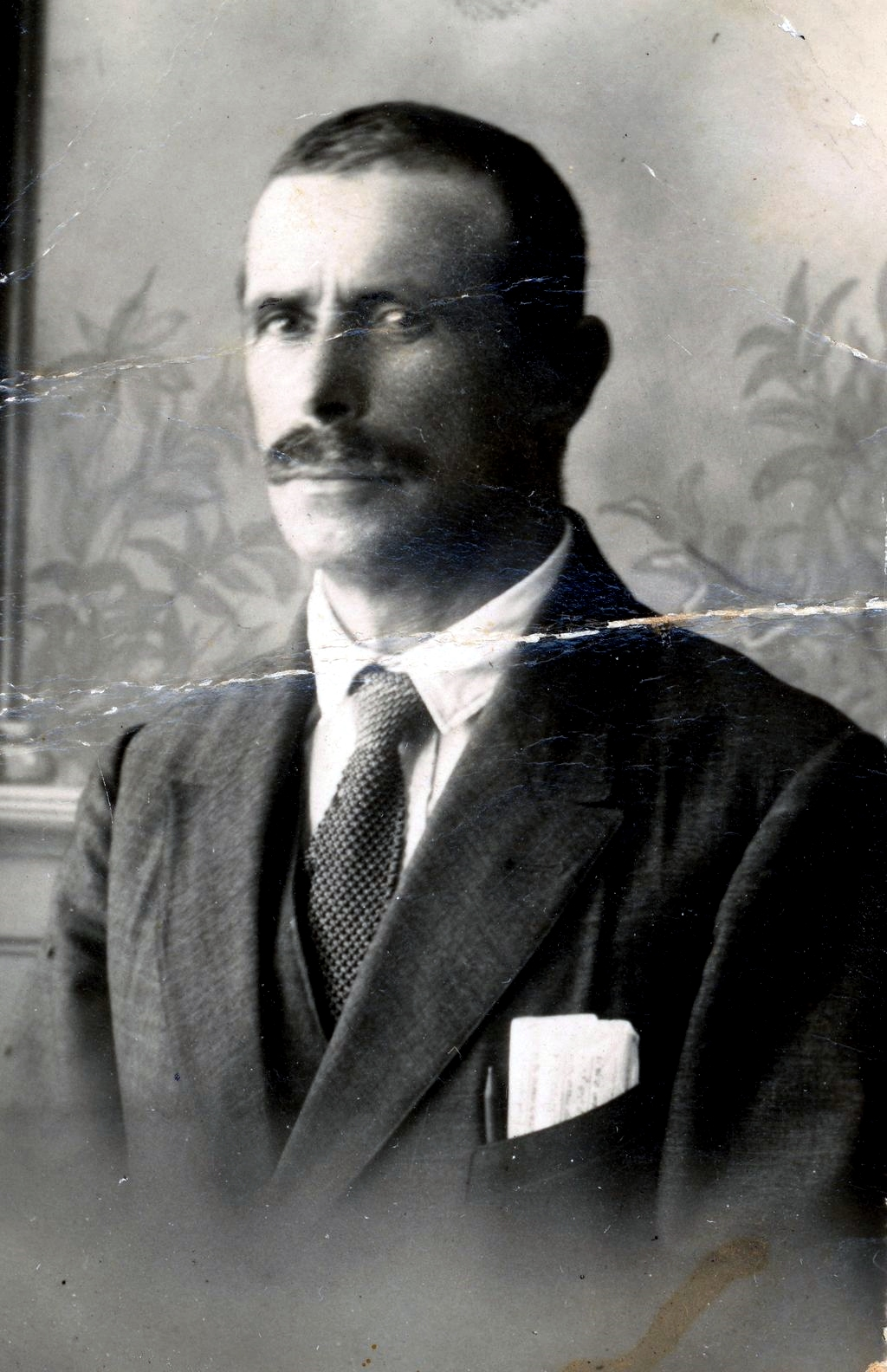
Samuel Cohen, compozitor evreu
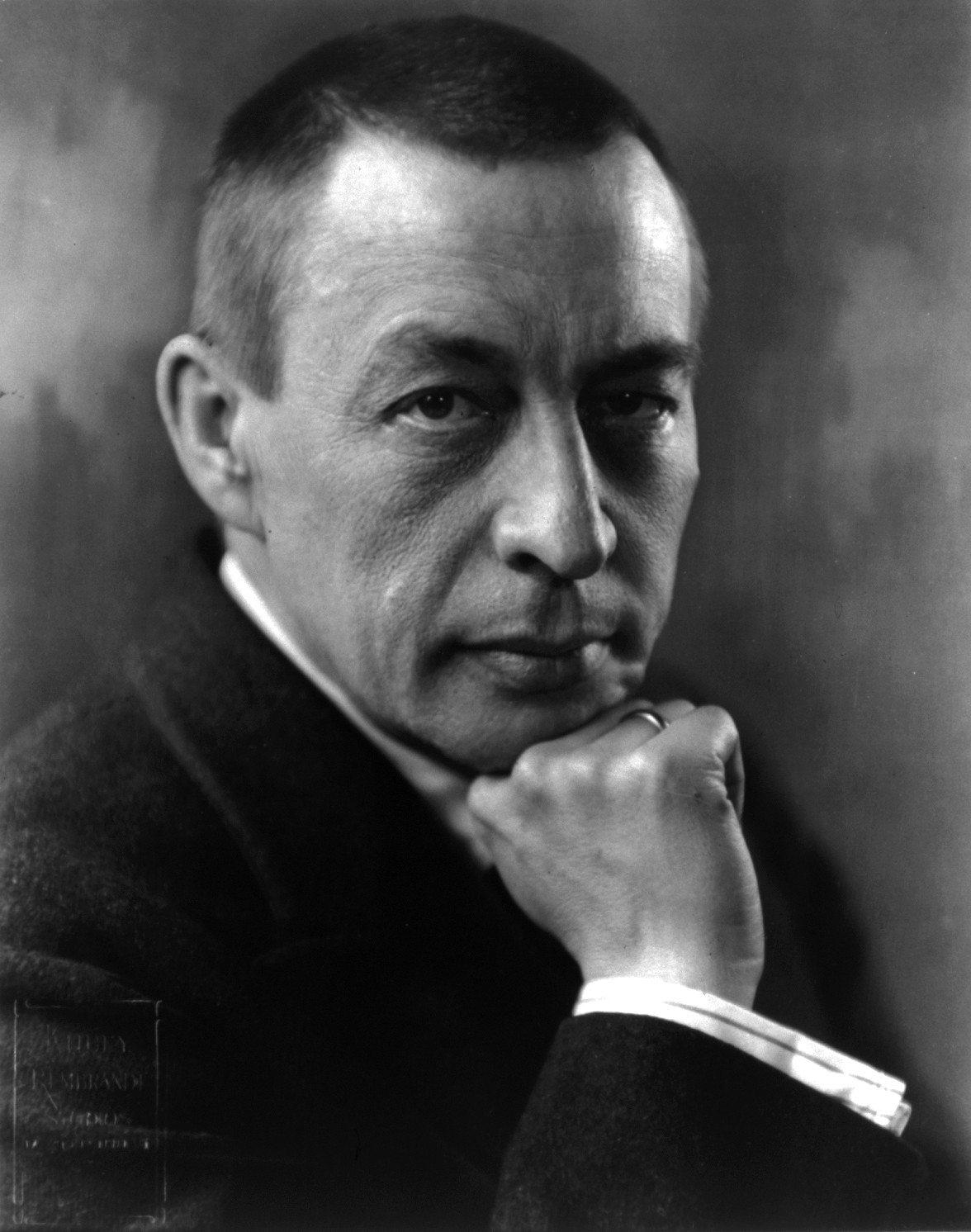
Serghei Rahmaninov, compozitor rus
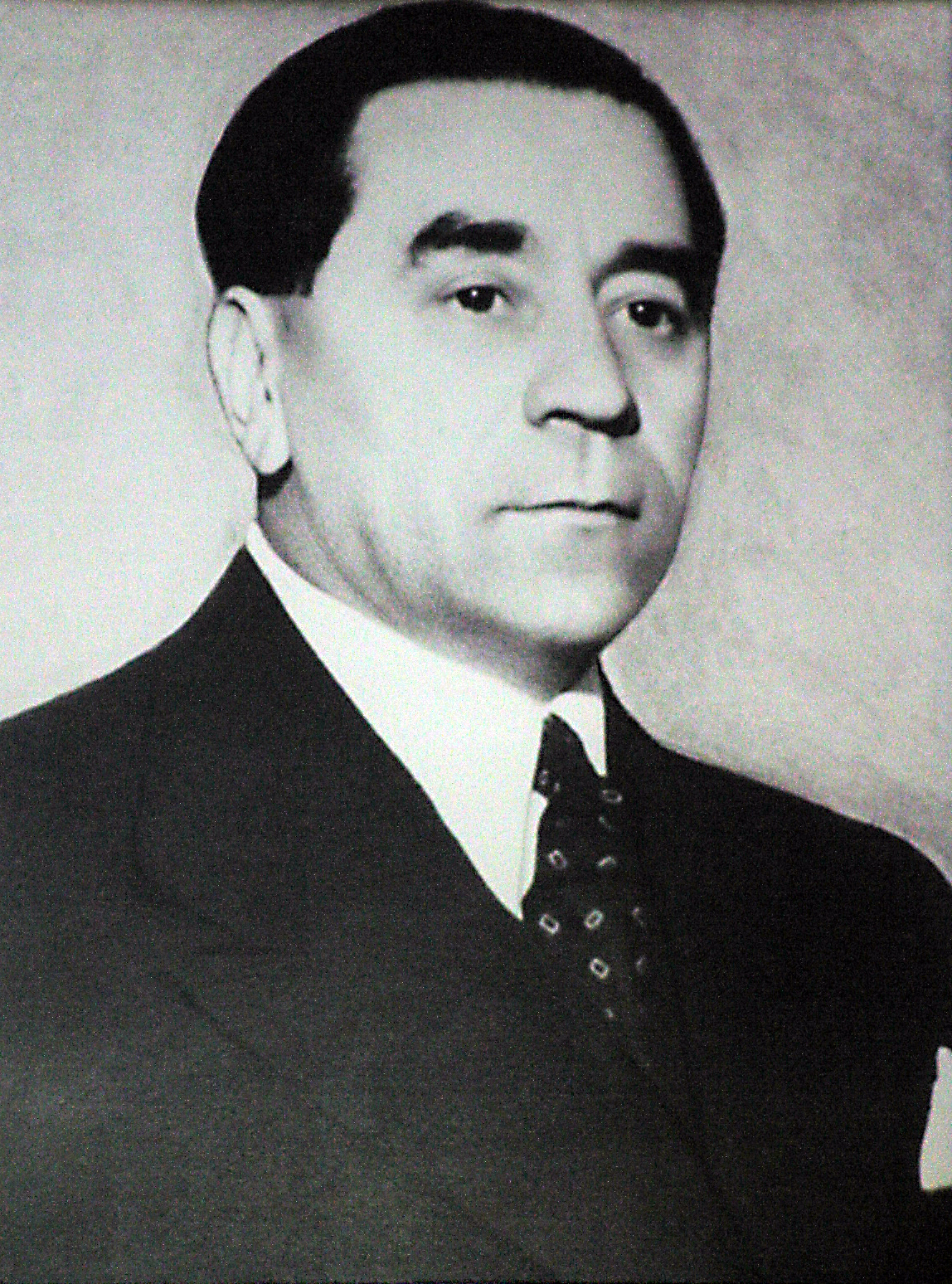
Gheorghe Tătărăscu, prim-ministru al României

- 1832: Lazarus Bendavid, matematician și filozof german (n. 1762)
- 1835: Auguste de Beauharnais, al 2-lea Duce de Leuchtenberg (n. 1810)
- 1864: Charlotte a Danemarcei, mama reginei Louise a Danemarcei (n. 1789)
- 1872: Ludovic Steege, politician român (n. 1813)
- 1874: Peter Andreas Hansen, astronom german (n. 1795)
- 1881: Modest Petrovici Musorgski, compozitor rus (n. 1839)
- 1884: Prințul Leopold, Duce de Albany, fiu al reginei Victoria (n. 1853)
- 1926: Philippe de Orléans, pretendent orleanist la tronul Franței (n. 1869)
- 1926: Thoma Ionescu, medic, întemeietorul școlii românești de chirurgie și de anatomie topografică, membru al Academiei Române (n. 1860)
- 1940: Samuel Cohen, compozitor evreu originar din Basarabia, autorul imnului israelian Hatikva (n. 1870)
- 1941: Aglae Pruteanu, actriță română  (n. 1866)
- 1941: Virginia Woolf, scriitoare britanică (n. 1882)
- 1943: Serghei Rahmaninov, compozitor rus (n. 1873)
- 1944: Petru Bogdan, chimist român, creator al învățământului de chimie-fizică din România (n. 1873)
- 1948: Prințesa Henriette a Belgiei, ducesă de Vendôme (n. 1870)
- 1949: Grigoraș Dinicu, compozitor și violonist român, recunoscut ca unul dintre cei mai faimoși lăutari (n. 1889)
- 1957: Gheorghe Tătărăscu, politician român (n. 1886)

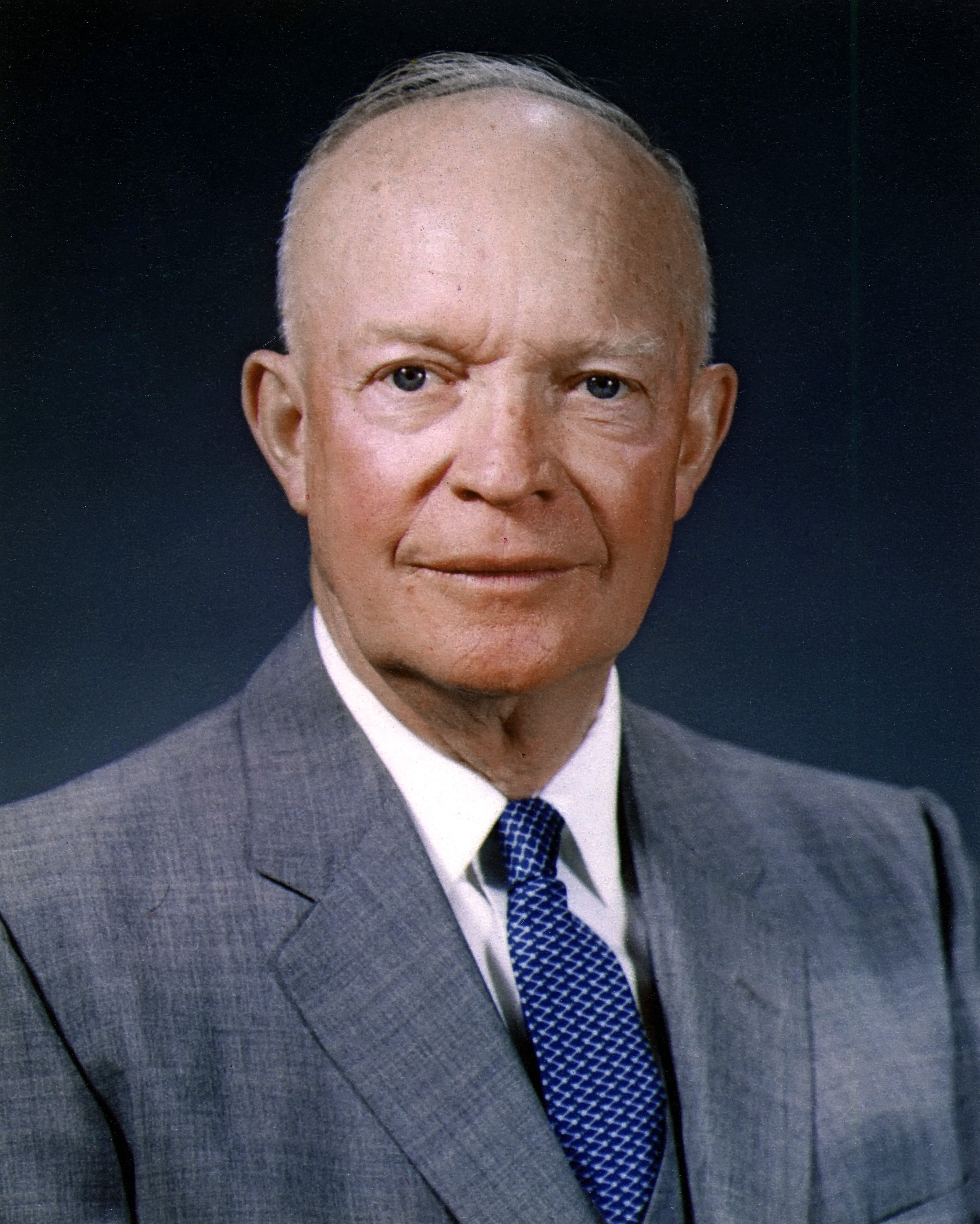
Dwight D. Eisenhower, al 34-lea președinte al SUA
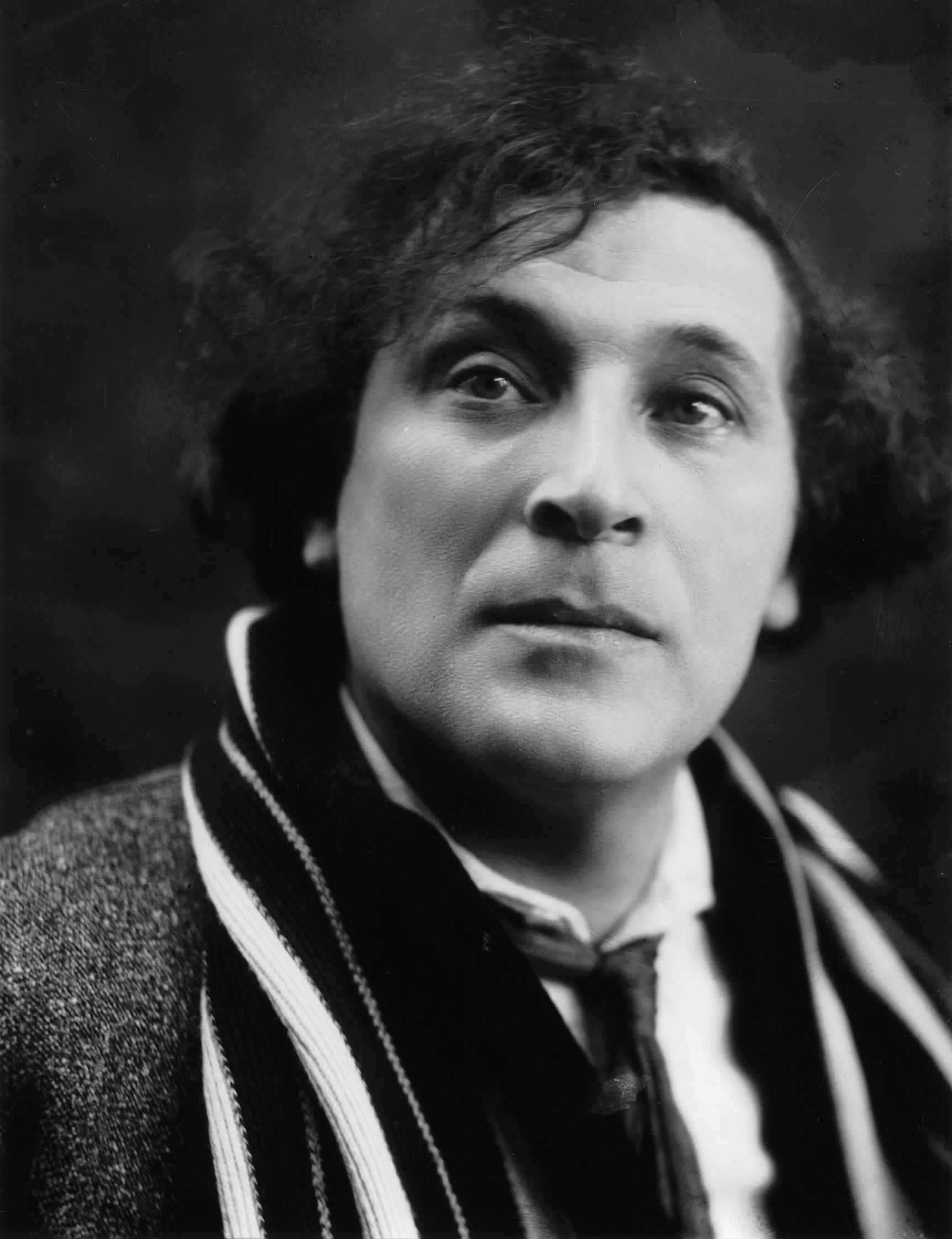
Marc Chagall, pictor, scenograf francez de origine rusă
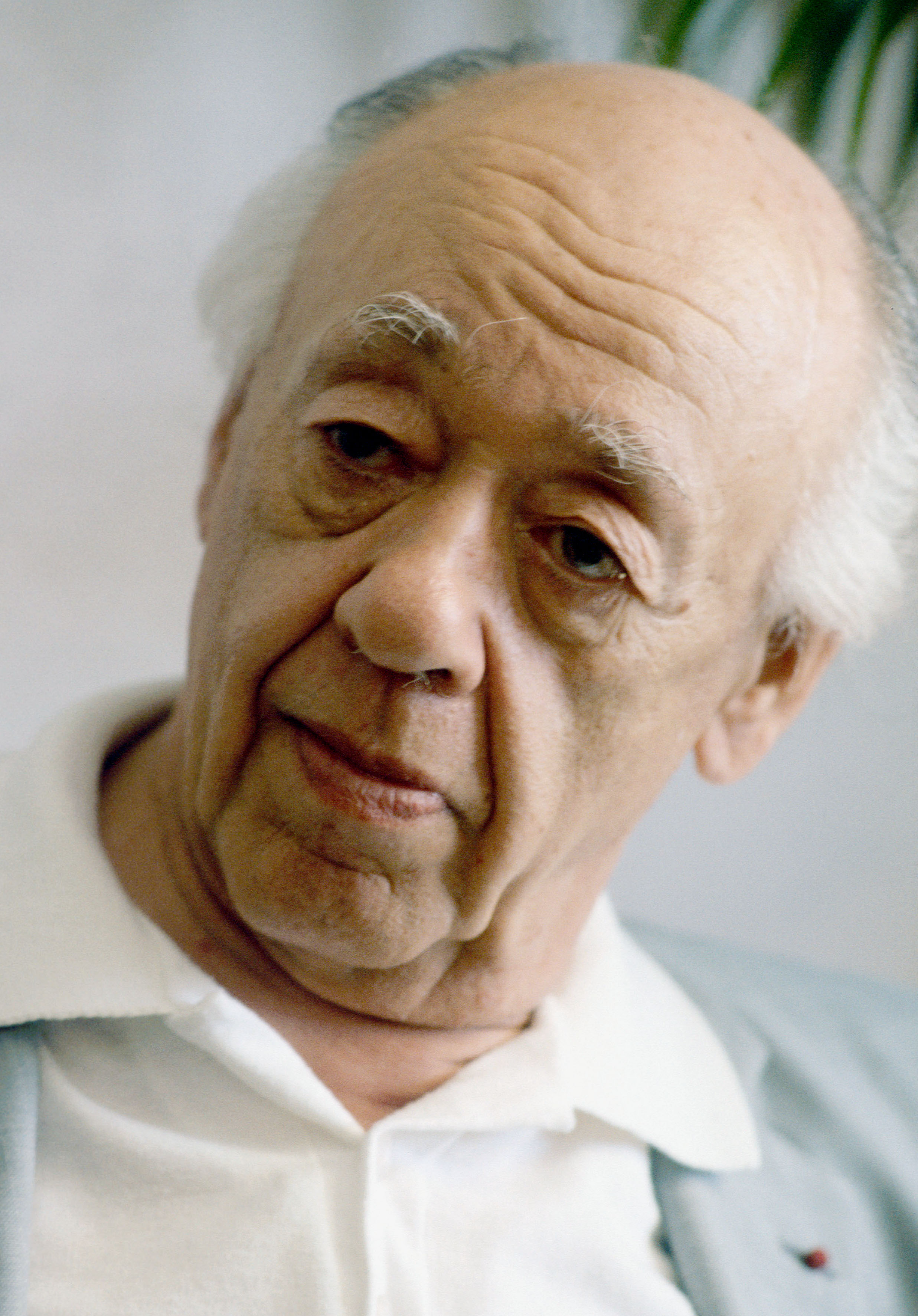
Eugen Ionescu, dramaturg, eseist român, stabilit în Franța

- 1965: Mary a Marii Britanii, fiica regelui George al V-lea al Regatului Unit (n. 1897)
- 1969: Dwight D. Eisenhower, al 34-lea președinte al SUA (1953-1961) (n. 1890)
- 1979: Daniel Turcea, poet român (n. 1945)
- 1985: Marc Chagall, pictor, scenograf, ilustrator de carte francez de origine rusă (n. 1887)
- 1993: Victor Felea, poet și critic literar român (n. 1923)
- 1994: Eugen Ionescu, dramaturg, eseist, poet român, stabilit în Franța (n. 1909)
- 2001: Ion Băncilă, geolog român, membru al Academiei Române (n. 1901)
- 2004: Robert Merle, romancier francez (n. 1908)
- 2009: Maurice Jarre, compozitor francez (n. 1924)
- 2004: Peter Ustinov, actor britanic (n. 1921)
- 2012: Ștefan Radof, actor român (n. 1934)
- 2016: Petru Mocanu, matematician român (n. 1931)
- 2017: Infanta Alicia, Ducesă de Calabria (n. 1917)
- 2019: Zina Dumitrescu, creatoare de modă din România (n. 1936)
- 2020: Ștefan Sileanu, actor român de teatru și film (n. 1939)
- 2021: Constantin Simirad, politician român (n. 1941)
- 2022: Mircea Tomuș, critic și istoric literar român (n. 1934)

## Sărbători
- Ziua profesorului în (Cehia și Slovacia)